# 猫色ケミストリー
『猫色ケミストリー』（ねこいろけみすとりー）は、喜多喜久による日本の恋愛小説、ミステリー小説。

## 概要
- 『ラブ・ケミストリー』で第9回『このミステリーがすごい!』大賞の優秀賞を受賞した著者の2作目となる作品。
- 『ラブ・ケミストリー』と同じく東大農学部を舞台にしているが登場人物は重なっていない。しかし、『ラブ・ケミストリー』の主人公の藤村が名前だけ登場する。

## ストーリー概要
東大農学部を舞台に「人格入れ替わり」をテーマにした有機化学コメディ

## ストーリー
東大農学部で算科学を専攻する大学院生の菊池明斗は、学内に棲みつく野良猫が唯一の友達。ある日、落雷で近くにいた明斗と猫、同級生の女子院生・辻森スバルが同時に意識を失う。気がつくと明斗の魂はスバルに、スバルの魂は野良猫に入れ替わっていた。スバルとなってしまった明斗、猫となってしまったスバル。そして、魂を失った明斗の身体は昏睡状態に陥ってしまう

## 主な登場人物
菊池明斗
学内に棲みつく野良猫が唯一の友達である東大農学部で計算科学を専攻する大学院生。
辻森スバル
明斗の同級生の女子院生
猫
学内に棲みつく野良猫で明斗の唯一の友達
雨宮
三浦ゼミの秘書
三浦
三浦ゼミの主